# Kalanchoe grandiflora
Kalanchoe grandiflora là một loài thực vật có hoa trong họ Crassulaceae. Loài này được Wight & Arn. miêu tả khoa học đầu tiên năm 1834.